# Bataille du bois Belleau
Pour les articles homonymes, voir Bois Belleau (homonymie).
Première Guerre mondiale
Batailles
Offensive du printemps :
- Opération Michael
- Lys (1918)
- Aisne (1918)
- Bois Belleau
- Montdidier
- Noyon
- Hamel
- Marne (1918)

La bataille du bois de Belleau est un affrontement de la Première Guerre mondiale. Elle fut d'une grande importance psychologique, car elle constitue le premier engagement des troupes américaines de l'American Expeditionary Force, placée sous le commandement en chef du général John Pershing, ainsi que le début de la grande contre-offensive alliée du printemps 1918.
Elle se déroula dans le bois situé au sud-ouest de Belleau (Aisne), à proximité de la Marne, entre le 1er juin et le 26 juin 1918 et opposa une unité de la Second Indianhead Infantry division US, composée du 23rd Infantry Regiment et d'une brigade de Marines placée sous le commandement du général James G. Harbord, aux forces allemandes retranchées dans le secteur de Château-Thierry.
Exception faite des combats de la Guerre de Sécession, l'armée US détient-là le triste record du nombre de soldats américains tués dans une seule bataille. Cela, jusqu'à la Seconde Guerre mondiale.
La bataille du bois Belleau est encore considérée aujourd'hui comme le premier engagement majeur et l'événement fondateur de la réputation des Marines. Notons que ces derniers envoient chaque année une délégation à l'occasion du Memorial Day, ainsi que lors de la célébration du 4 juillet, jour de la fête nationale américaine.

## Forces en présence

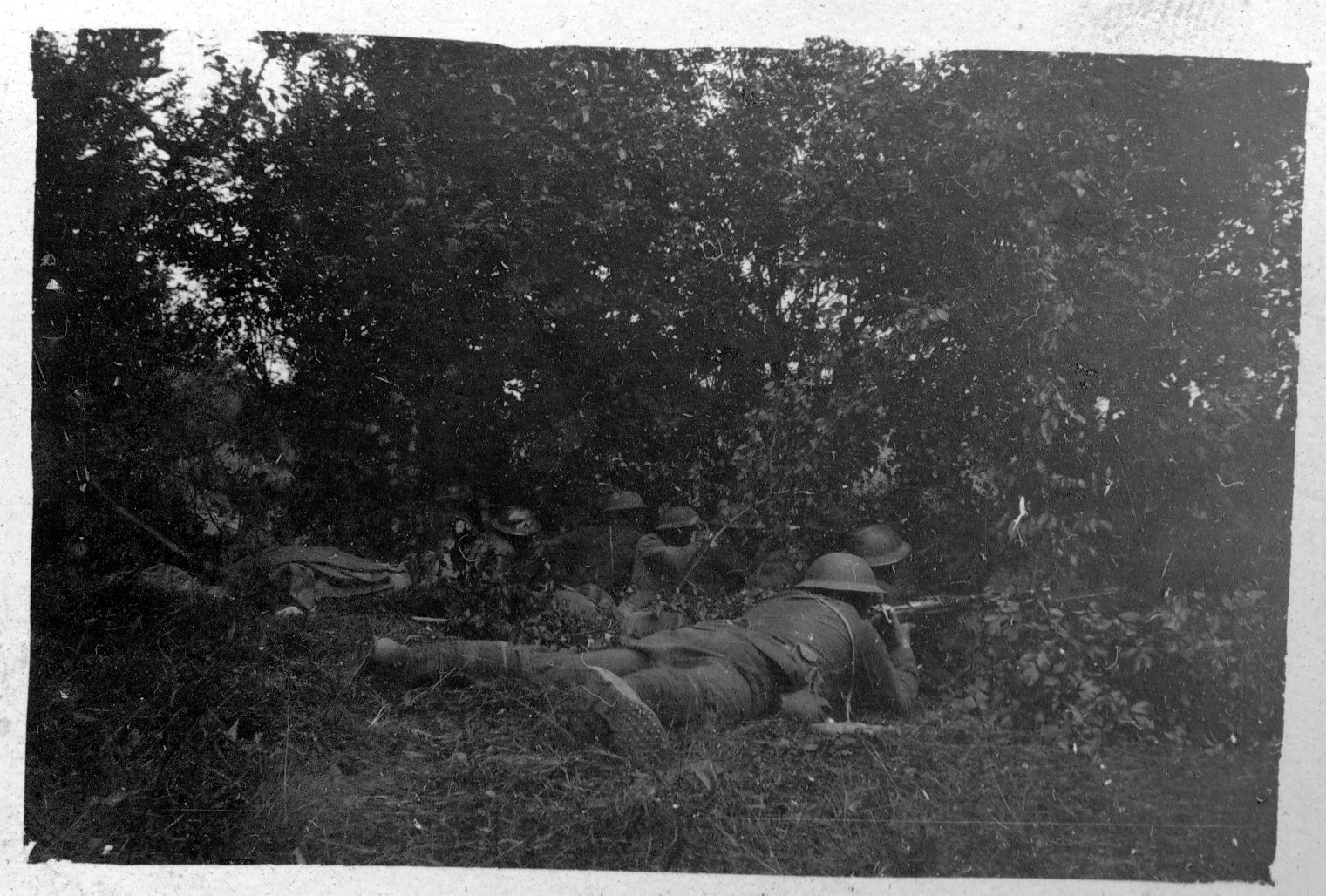
Juin 18, des soldats américains au Bois-Belleau,
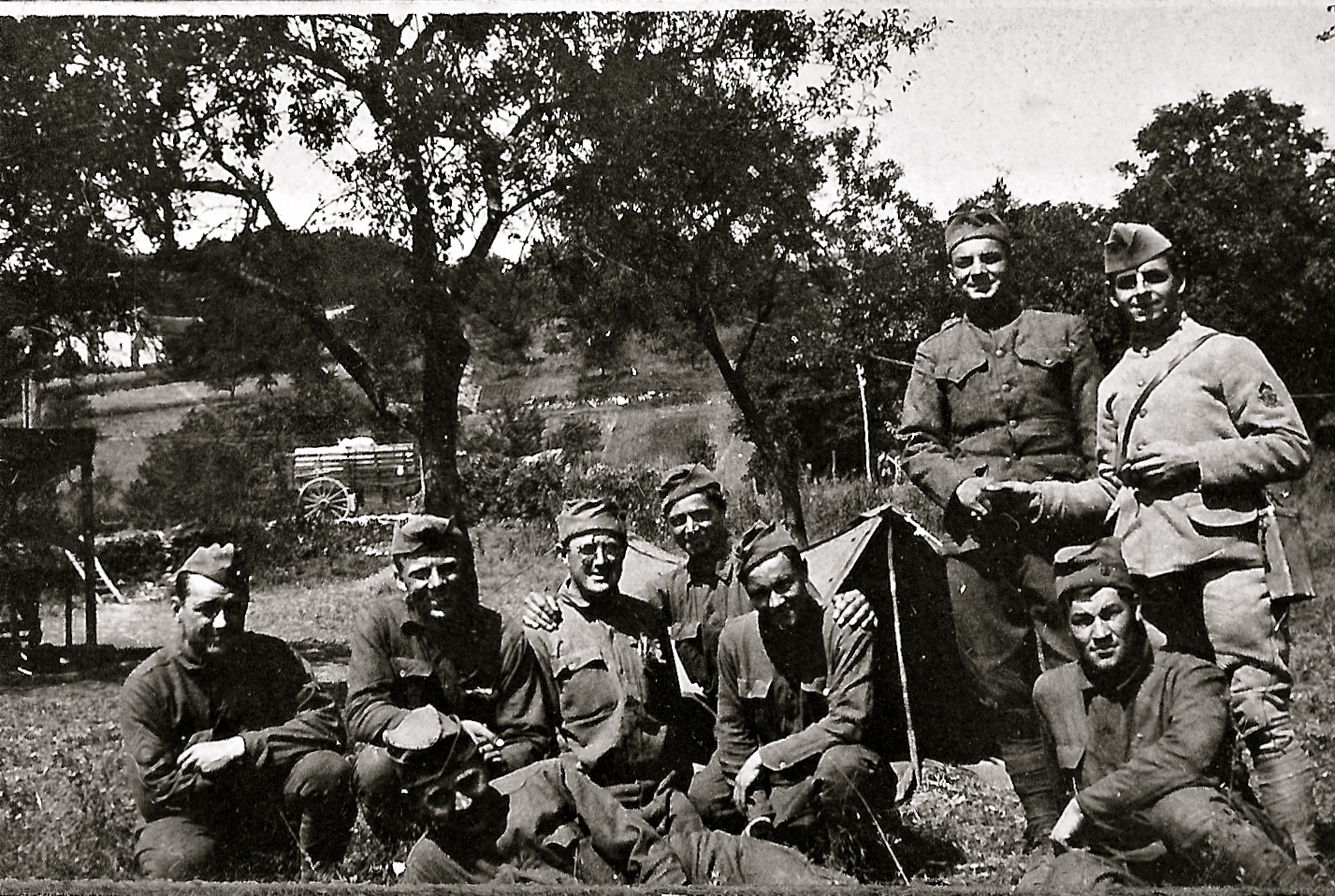
juillet 18 fraternisation franco-américaine par Marius Vasse.

### 2edivision d'infanterie américaine: major généralOmar Bundy
- 3e brigade d'infanterie : 
  - 9e régiment d'infanterie
  - 23e régiment d'infanterie : colonel Paul B. Malone
  - 5e bataillon de mitrailleuses
- 4e brigade d'infanterie (4th Marine Expeditionary Brigade) : brigadier général James Harbord
  - 5e régiment de Marines : colonel Wendell Cushing Neville (en)
  - 6e régiment de Marines : colonel Albertus W. Catlin (en)
  - 6e bataillon de mitrailleuses : major Edward B. Cole (en)

### KronprinzWilhelm
éléments des :
- 237e division d'infanterie
- 10e division d'infanterie
- 197e division d'infanterie
- 87e division d'infanterie
- 28e division d'infanterie

## Déroulement des combats

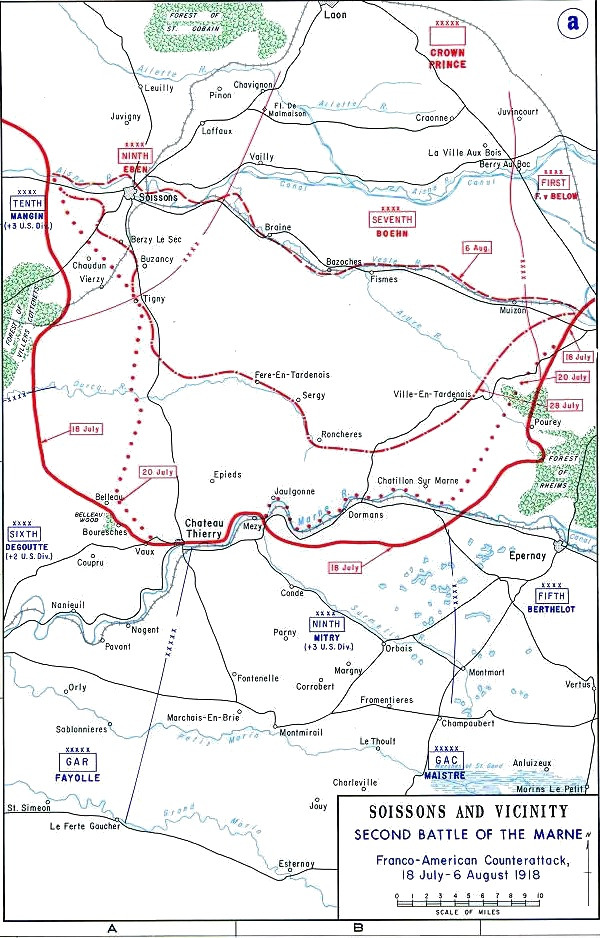
Avancée allemande bloquée à Château-Thierry et Bois-Belleau.

Le 27 mai 1918, à la suite de l'offensive allemande sur le Chemin des Dames, les lignes françaises sont enfoncées sur une profondeur de 50 km, entre Noyon et Reims. Le 31 mai, la 2e division américaine, forte de 26 665 hommes dont 1 063 officiers, reçoit l'ordre de constituer une ligne défensive solide dans le secteur de Château-Thierry. Reprenant aussitôt l'offensive selon les directives du général Foch, la VIe Armée française met la 2e DI à l'épreuve du feu[réf. nécessaire].
Le 2 juin les Allemands s’emparent des villages de Belleau, Torcy et Bussiares ainsi que de Château-Thierry. Avec l'arrivée des Américains, dans la soirée du 3 juin le front est stabilisé. Les trois régiments français (164e, 152e et 158e), ayant perdu la moitié de leurs effectifs engagés entre le 31 mai et le 3 juin sont relevés par la 2e DI américaine.
Dans la nuit du 5 juin, les Marines et le 23e régiment d'infanterie américain (le 9e régiment d'infanterie étant en réserve) contre-attaquent et prennent pied dans le bois de Belleau. Le 6 juin, un bataillon du 23e régiment d'infanterie subit 27 soldats tués et a 225 blessés. Le 10 juin, les Marines du général James G. Harbord forcent le sud du bois de Belleau. Au bout de deux jours, ils réduisent les points de résistance, font 500 prisonniers, s'emparent de 35 mitrailleuses et de leurs réserves de munitions. Soumis pendant dix jours à de violentes contre-attaques, ils parviennent le 25 juin à chasser les derniers Allemands qui se cramponnaient au coin nord du bois. Ils font encore 300 prisonniers et, dans la foulée, s'emparent du village de Bouresches.
Après trois semaines de combat, le bois est entièrement conquis le 24 juin. Pendant ce temps, le 9e régiment d'infanterie barre la route de la Marne à 1,5 km de Château-Thierry. Au cours de la nuit du 1er juillet, l'attaque de Vaux est menée par le 23e régiment d'infanterie commandé par le colonel Malone. La 2e DIUS est relevée le 6 juillet par la 26e division américaine.
La 4e brigade américaine a perdu dans ces combats près de 60% de ses effectifs, dont 1 000 tués sur 8 000 engagés. 1 600 soldats allemands sont capturés.

## Citations militaires
Quelques jours après, le général Degoutte, commandant la VIe Armée française, proclamait à l'ordre du jour : 

« En raison de la brillante conduite de la 4e brigade des Marines de la 2e division d'infanterie des États-Unis qui a enlevé de haute lutte Bouresches et le point d'appui du Bois Belleau défendu avec acharnement par un adversaire nombreux, le général commandant la VIe Armée décide que dans toutes les pièces officielles, le Bois Belleau portera désormais le nom de Bois de la Brigade des Marines. »

Par ordre no 10805 « D » du Grand Quartier Général français, du 22 octobre 1918 signé par le général commandant en chef Philippe Pétain, la 4e brigade américaine sous le commandement du brigadier général James G. Harbord et composée :
- du 5e régiment des Marines sous le commandement du colonel Wendell C. Nevill ;
- du 6e régiment des Marines sous le commandement du colonel Albertus W. Catlin ;
- du 6e bataillon de Mitrailleuses sous le commandement du major Edward W. Cole ;

recevra une citation à l'Ordre de l'armée française pour cette bataille décisive. Les deux régiments portent aujourd'hui encore la fourragère de la Croix de guerre.
C'est par traduction de Belleau Wood que le « bois de Belleau » deviendra, a posteriori, le « bois-Belleau ».

## USSBelleau Wood
En souvenir de ces hauts faits, un porte-avions léger américain prendra, en pleine guerre du Pacifique en 1942, le nom de USS Belleau Wood (CVL-24). De 1953 à 1960, sous pavillon français, il sera le porte-avions Bois Belleau.
De 1978 à 2005, le nom de USS Belleau Wood (LHA-3) a été à nouveau donné à un navire de guerre américain, un porte-hélicoptères d'assaut affecté à la flotte du Pacifique et basé à Sasebo au Japon. Pouvant se déplacer à 20 nœuds, il peut mettre à terre une force de débarquement de 2 000 Marines et accueille 6 avions à décollage vertical, 23 hélicoptères, son radier recélant des chalands de différents types.

## Commémorations
En 2017, le bâtiment de projection et de commandement Tonnerre appareille pour effectuer une mission dans l'océan Indien et en mer Rouge, au cours de laquelle il doit embarquer un détachement de Marines pour mener d'éventuelles opérations militaires combinées. En hommage aux Marines et pour célébrer le centième anniversaire de la bataille, cette mission est nommée « Bois Belleau 100 ».

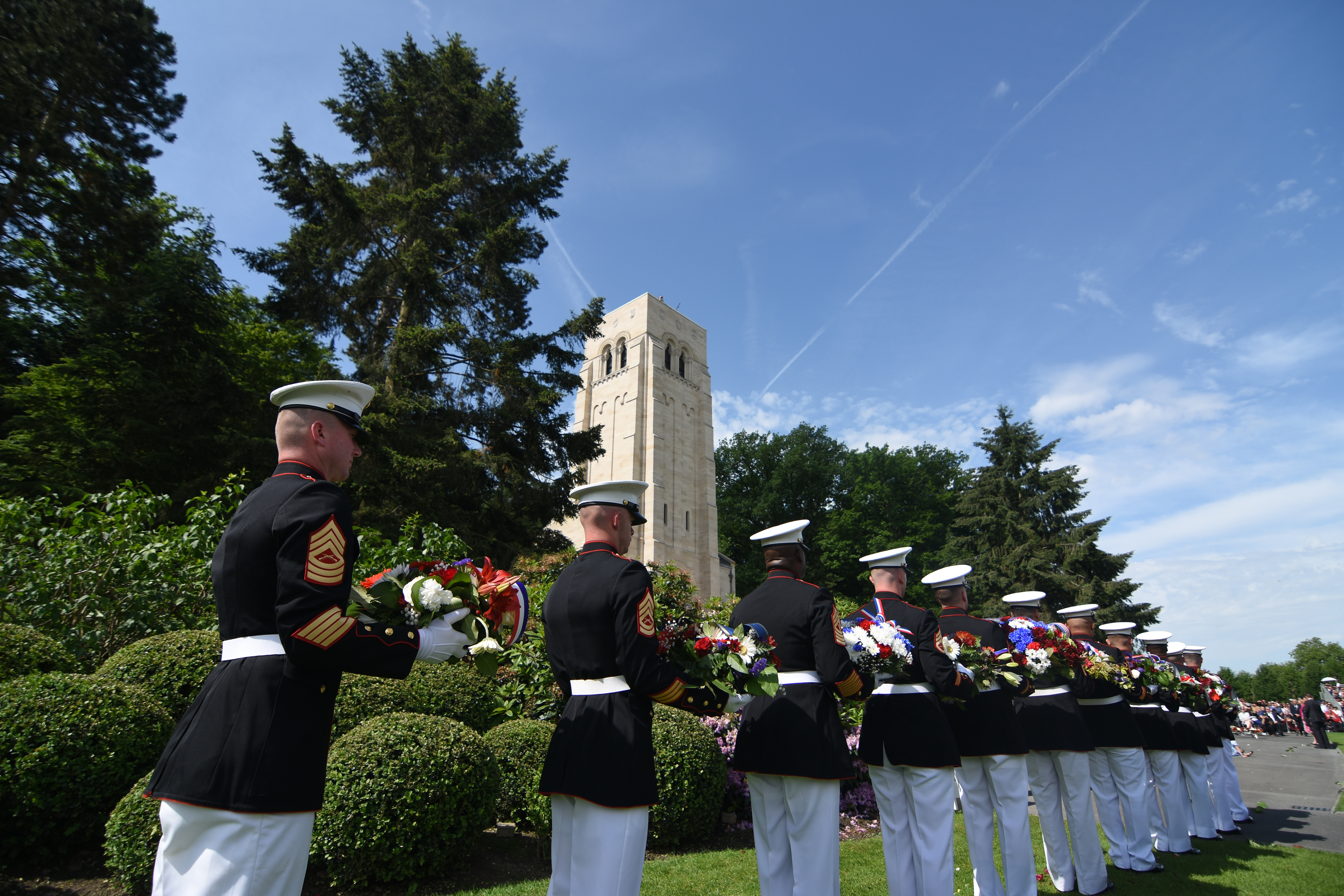
100e anniversaire
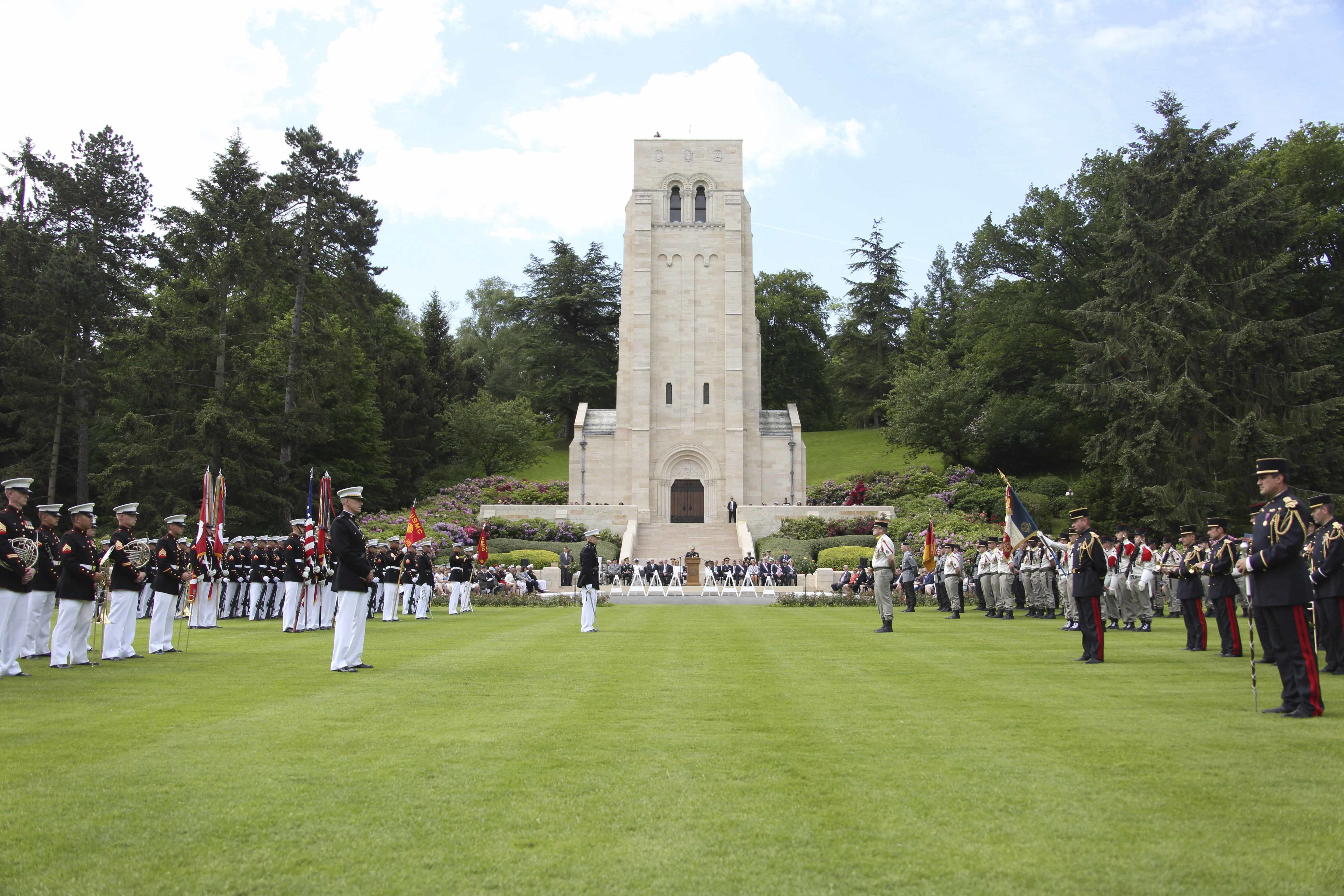
devant le mémorial de Bois-Belleau.
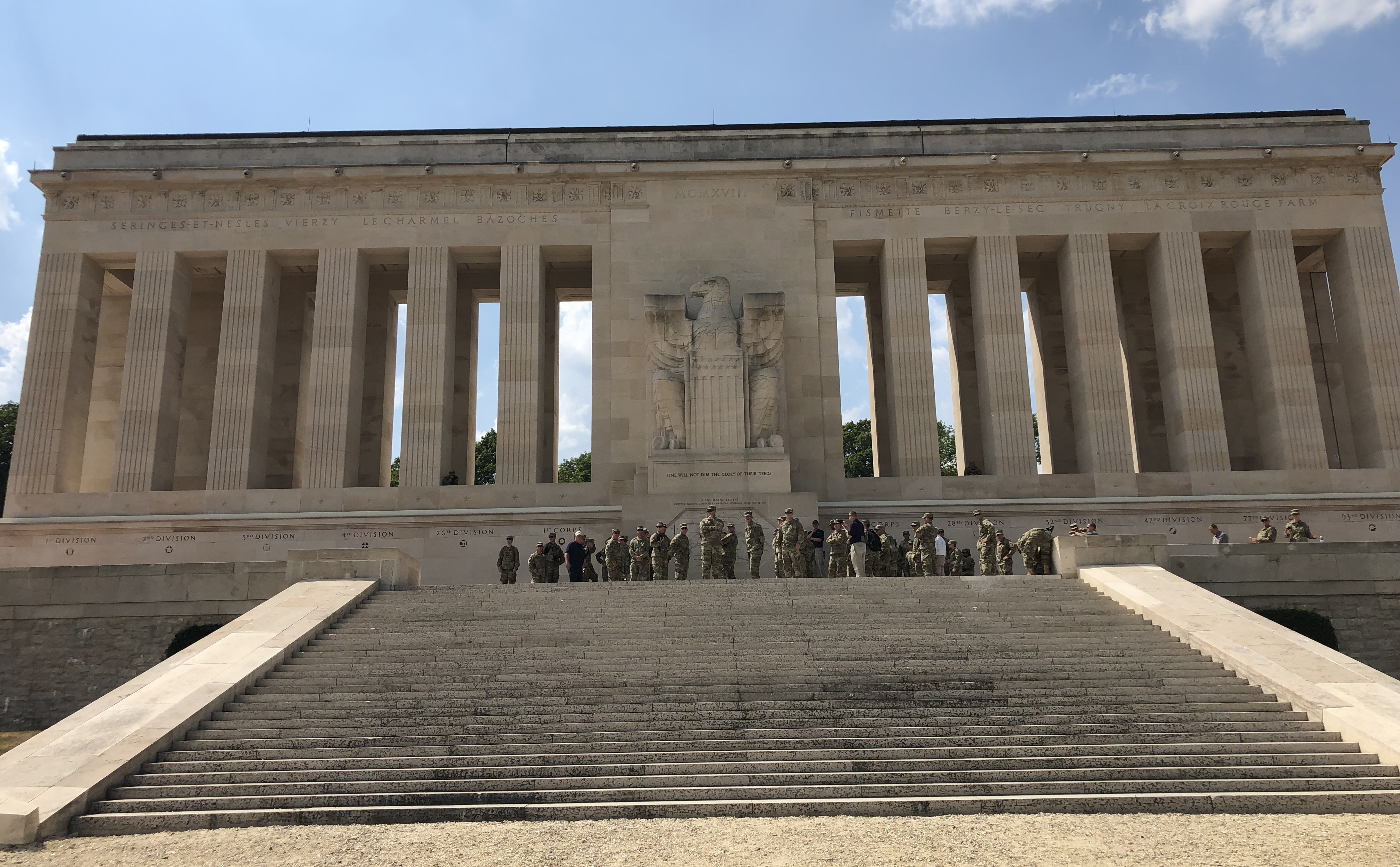
Le mémorial américain de Château-Thierry.

## Dans la culture populaire
- Dans leur album The Great War (sorti en 2019), le groupe de métal suédois Sabaton a consacré une chanson (appelée Devil Dogs) à la Bataille du Bois Belleau[3].
- Dans le film Tu ne tueras point, le père du personnage principal, Desmond Doss, vétéran de la bataille du Bois Belleau, est interprété par l'acteur Hugo Weaving.